# Gallicolombe de Bartlett
Gallicolumba crinigera
Espèce
Synonymes
- Gallicolumba criniger
(Pucheran, 1853) (lapsus)

Statut de conservation UICN

 VU A2cd+3cd+4cd;C2a(i) : Vulnérable
La Gallicolombe de Bartlett (Gallicolumba crinigera) est une espèce de colombidés de 35 cm de long
Son nom commémore le naturaliste britannique Edward Bartlett (1836-1908).

## Répartition
Elle est endémique des îles méridionales des Philippines.

## Habitat
On la trouve dans les forêts tropicales et subtropicales de basse altitude.
Elle est menacée par la perte de son habitat et la chasse.

## Sous-espèces
D'après Alan P. Peterson, il existe trois sous-espèces :
- Gallicolumba crinigera bartletti (Sclater PL, 1863) de Basilan (d'où l'appellation synonyme Gallicolumba crinigera basilanica) avec la tache de la poitrine plus pâle que chez la sous-espèce type, éteinte dans la nature mais il reste des individus en captivité notamment au zoo de San Diego ;
- Gallicolumba crinigera crinigera (Pucheran, 1853) de Mindanao et Dinagat ;
- Gallicolumba crinigera leytensis (Hartert, 1918) de Samar, Leyte et Bohol avec un dessin de la poitrine différent.